# Campe
En la mitología griega, Campe (en griego antiguo Κάμπη Kámpê, «oruga», o quizá de κάμπος kámpos, «monstruo marino») era una monstruosa carcelera del Tártaro durante el reinado de Cronos. Según Apolodoro, Cronos, después de destronar a Urano, mandó encarcelar a los Cíclopes y Hecatónquiros. Zeus destruyó con su rayo al descomunal Campe: 
«Zeus, auxiliado por sus hermanos, hizo la guerra contra Crono y los Titanes. Después de combatir diez años, Gea vaticinó a Zeus la victoria si se aliaba con los arrojados al Tártaro. Él, tras matar a Campe, la guardiana, desató sus ligaduras. Entonces los Cíclopes entregaron a Zeus el trueno, el relámpago y el rayo, a Plutón el yelmo y a Poseidón el tridente».
A pesar de que Apolodoro no la describe Nono de Panópolis la denomina como «aquella ninfa del Tártaro, de negras alas» y hace de ella un «ser multiforme y serpentino». A continuación la describe y dice que cuerpo estaba formado por multitud de extrañas criaturas. Tenía, pues, un millar de colas reptantes que surgían de sus patas de serpiente, y escupía veneno con gran alcance aquel híbrido y retorcido ser, que se inflamaba provocando guerra. En tomo a su cuello cincuenta cabezas de diversas fieras florecían. Algunas de ellas rugían con figura leonina, con la apariencia de la intrigante Esfinge de terrible rostro. Otras, en cambio, eran de jabalí y rezumaban espuma de sus colmillos, en una perfecta imitación de la faz de Escila, con una cohorte reunida de cabezas de muchos perros. Era doble su naturaleza, y a partir de la mitad de su cuerpo, se aparecía en forma de mujer, de cabellos de serpiente que lanzaban veneno. Su híbrida y enorme figura, desde lo más alto del pecho hasta la articulación del muslo, estaba cubierta de escamas como un monstruo acuático. Las garras de sus manos, que se extendían por doquier, se doblaban como una hoz de uñas corvas, y desde lo alto de la espalda, reptaba un escorpión enroscado sobre sí mismo a través de su pavoroso lomo, con una cola de granizo afilada con un agudo aguijón que se levantaba sobre su cuello. Tal era su monstruosa forma: volaba con el impulso variado de sus oscuras alas, dando vueltas sobre la tierra, el Éter y las tempestuosas profundidades, mientras blandía huracanes y se armaba de tormentas. Las llamas rutilantes de sus párpados despedían chispas que salían despedidas a distancia.
Joseph Fontenrose sugiere que Nono la consideraba una refiguración del monstruo babilónico Tiamat; y también Equidna con otro nombre, siendo sus escamosas piernas como víboras (ἔχιδνα, equidna, víbora); o el equivalente femenino de Tifón. En su Diccionario o Lexicón (Γλώσσαι), Hesiquio de Alejandría hace notar que el poeta Epicarmo califica a Campe de «ceto» o monstruo marino (el nombre «Ceto» designa a un monstruo particular: la hija de Gea y Ponto; pero designa también a los monstruos marinos en general).